# Словацкая грубошёрстная легавая
Словацкая грубошёрстная легавая или словацкий грубошёрстный пойнтер или словацкий огар (словацк. Slovenský hrubosrstý stavač или Ohar) — порода собак, выведенная в Словакии в качестве универсальной охотничьей собаки.
Словацкую грубошёрстную легавую используют для подружейной охоты на любой местности. С породой охотятся на мелкую дичь (куропатка, фазан, заяц), лисицу. Также собака может выслеживать кабана и оленя. 

## История
Словацкая грубошёрстная легавая возникла в Чехословакии после Второй Мировой войны, когда многие рабочие породы были утеряны. Охотникам была необходима послушная и легко обучаемая собака, она должна была работать на различную дичь и на разной местности. 
Породу выводил заводчик Коломан Симак. Словацкая легавая появилась от чешского фоусека, веймаранера и дратхаара. Отбирались только уравновешенные собаки с прекрасными охотничьими способностями.
В 1982 году породу признала FCI. В 2005 году был образован Клуб словацких жесткошерстных пойнтеров. А в 2013 году породу признал Английский Кеннел-клуб и отнес к группе подружейных собак. После принятия породы Кеннел-клубом, популярность породы и её численность стала увеличиваться, на 2015 год было зарегистрировано более 800 собак.

## Внешний вид
Голова длинная и сухая. Череп прямоугольный, широкий, также морда широкая. Нос большой, темного цвета. Губы плотно прилегающие, темной пигментации. Зубы и челюсти крепкие, прикус ножницеобразный. Глаза миндалевидные, у щенков голубоватые, у взрослых собак янтарные. Уши висячие, посажены выше уровня глаз. 
Шея средней длины, мускулистая, без складок, голова посажена высоко. Холка выражена. Спина прямая, мускулистая, крепкая, немного наклоненная к хвосту. Грудь длинная и широкая, овальная. Живот умеренно втянут. Хвост поставлен высоко, опущен вниз, купируется на половину длины.
Конечности крепкие и мускулистые, прямые и параллельные друг другу. Лапы округлые. Походка живая и сбалансированная.
Кожа эластичная, без складок, серого цвета. Шерсть жесткая и прямая, примерно 4 см длиной. Окрас соболиный с коричневым оттенком, могут быть белые отметины на ногах и груди или без них. Также может быть соболиный с пятнами или крапом.
Высота в холке кобелей: 62-68 см; высота сук: 57-64 см.  Вес 22,5-29 кг